# Holcomb (Misisipi)
Holcomb es un lugar designado por el censo ubicado en el condado de Grenada en el estado estadounidense de Misisipi. En el año 2010 tenía una población de 600 habitantes.

## Geografía
Holcomb se encuentra ubicado en las coordenadas 33°35′40″N 89°58′33″O / 33.59444, -89.97583.